# Hajtovka
Hajtovka és un poble i municipi d'Eslovàquia a la regió de Prešov, al nord-est del país.

## Història
La primera referència escrita de la vila data del 1427.

## Demografia
| Godina             | 1994 | 2004    | 2014    | 2024   |
| ------------------ | ---- | ------- | ------- | ------ |
| Nombre de persones | 109  | 91      | 76      | 75     |
| Diferència         |      | −16,51% | −16,48% | −1,31% |

| Godina             | 2023 | 2024   |
| ------------------ | ---- | ------ |
| Nombre de persones | 69   | 75     |
| Diferència         |      | +8,69% |